# Kim Sŏk-hyŏng
Dans ce nom, le nom de famille, Kim, précède le nom personnel coréen.
Kim Sŏk-hyŏng (김석형),  né en 1915 et mort le 26 novembre 1996, est un historien nord-coréen. 